# Hipódromo del Valle Feliz
El Hipódromo del Valle Feliz (en chino: 跑馬地馬場 o 快活谷馬場) es uno de los dos hipódromos para carreras de caballos y una atracción turística en Hong Kong una región administrativa especial al sur de China. Está situado en el valle Feliz en la isla de Hong Kong, rodeado por las carreteras Wong Nai Chung y Colina Morrison. Fue construido inicialmente en 1845 para ofrecer carreras de caballos para la población británica en Hong Kong. Antes de su construcción, el área era un pantano y también el único terreno llano apto para las carreras de caballos en la isla de Hong Kong. Para dar paso a la pista de carreras, el Gobierno prohibió el cultivo del arroz en los pueblos de los alrededores. La primera carrera se realizó en diciembre de 1846.